# 格利澤867
格利泽867是一個位於水瓶座附近的恆星系統，由兩顆紅矮星組成，距離地球約29光年。